# Cinachyrella schulzei
Cinachyrella schulzei är en svampdjursart som först beskrevs av Keller 1891.  Cinachyrella schulzei ingår i släktet Cinachyrella och familjen Tetillidae.
Artens utbredningsområde är havet utanför Jemen. Inga underarter finns listade i Catalogue of Life.